# Scott Milanovich
 (février 2020).
Si vous disposez d'ouvrages ou d'articles de référence ou si vous connaissez des sites web de qualité traitant du thème abordé ici, merci de compléter l'article en donnant les références utiles à sa vérifiabilité et en les liant à la section « Notes et références ».
Pour les articles homonymes, voir Milanovich.
(en) Statistiques sur pro-football-reference
Scott Stewart Milanovich (né le 25 janvier 1973 à Butler) est un joueur et entraineur américain de football américain et de football canadien évoluant au poste de quarterback. Il est actuellement l'entraîneur des Eskimos d'Edmonton

## Carrière

### Université
Après avoir reçu son diplôme de la Butler Senior High School où il a joué au football, il entre à l'université du Maryland, jouant pour les Terrapins, équipe de l'université. Il joue alors au poste de quarterback et punter. Lors de la saison 1995, il est suspendu (avec quatre autres joueurs de l'université) huit matchs pour avoir parié sur des matchs de football et basket-ball universitaires ; cette suspension sera réduite à quatre matchs. Milanovich avait parié entre 25 et 50 dollars sur un total de six matchs.

### Professionnelle

#### Joueur
Scott Milanovich n'est sélectionné par aucune équipe lors du draft de la NFL de 1996. Néanmoins, il signe peu de temps après comme agent libre avec les Buccaneers de Tampa Bay où en quatre saisons, il n'entre qu'une seule fois pour trois passes dont deux réussis.
Son contrat prenant fin après la saison 1999, il se dirige vers la NFL Europa et joue pour les Berlin Thunder avant d'être choisi lors du premier tour, au premier choix par les Xtreme de Los Angeles lors du draft de la XFL, nouvelle fédération de football américain qui ne dure qu'une seule saison, et remporte le championnat XFL avec les Xtreme.
En 2002, il se tourne vers une autre fédération, la Arena Football League (football américain en salle) et joue pour les Tampa Bay Storm. Il ne reste qu'une saison et quitte les Storm pour aller jouer avec les Stampeders de Calgary de la Ligue canadienne de football. Après la fin de la saison 2003, il décide de prendre sa retraite comme joueur.

#### Entraineur
Juste après son départ à la retraite, il entraine les quarterbacks des Rhein Fire en NFL Europa avant de revenir à Calgary pour entrainer les quarterbacks de son ancienne équipe. En 2004, il est promu coordinateur offensif par l'équipe allemande des Fire et occupe ce poste pendant deux saisons avant de partir pour les Centurions de Cologne.
En 2007, il rejoint les Alouettes de Montréal où il occupe les trois postes d'entraineur adjoint, des quarterbacks et coordinateur offensif. Il remporte deux fois la coupe Grey avec Montréal.
Le 1er décembre 2011, il est nommé nouvel entraîneur des Argonauts de Toronto. Sa première saison en LCF est fructueuse car il emmène son équipe à la victoire lors de la centième édition de la coupe Grey. Il quitte les Argos en 2017 pour devenir entraîneur des quarterbacks des Jaguars de Jacksonville de la NFL, puis il est nommé entraîneur-chef des Eskimos d'Edmonton en décembre 2019. Cependant la saison 2020 de la Ligue canadienne de football est annulée et Milanovich a une opportunité de revenir dans la NFL quand il est nommé entraîneur des quarterbacks des Colts d'Indianapolis où il reste deux saisons.
En mai 2023 les Tiger-Cats de Hamilton nomment Milanovich entraîneur adjoint principal pour seconder Orlando Steinauer. Il succède à ce dernier pour la saison 2024.